# Cammell Laird
Cammell Laird — британская судостроительная компания. Одна из старейших и уважаемых судостроительных компаний Великобритании. Современное название получила в 1903 году после объединения Laird, Son & Co из Биркенхеда с шеффилдской компанией Johnson Cammell & Co.

## История компании

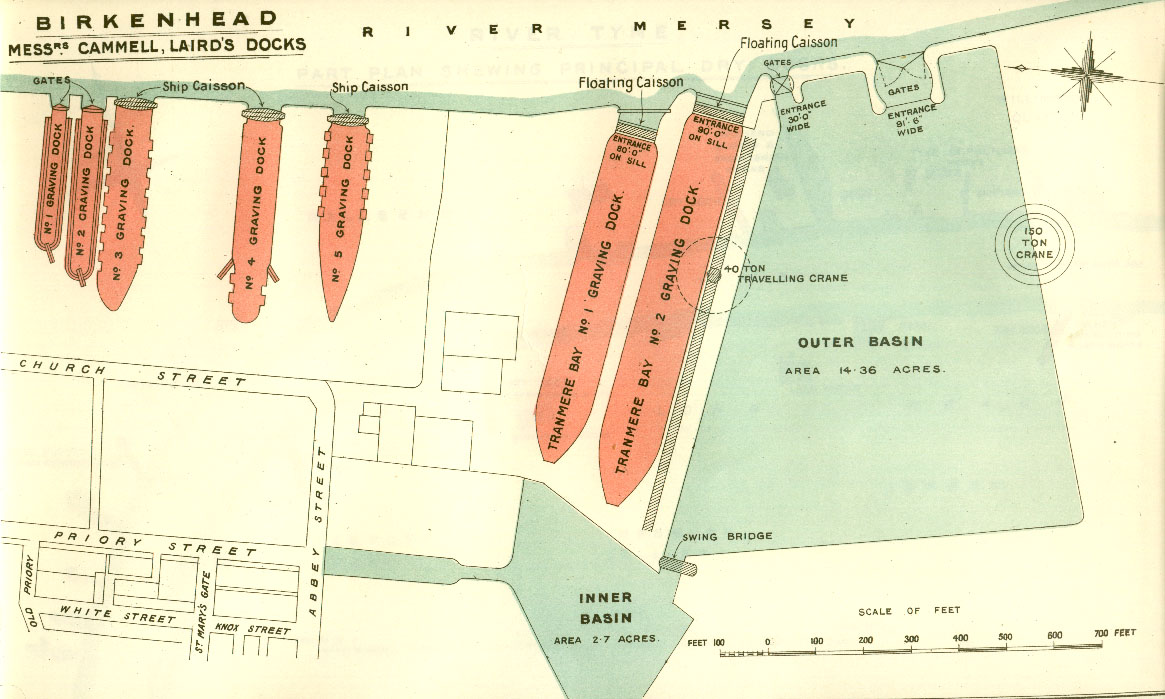
План верфи Cammell Laird, 1909 год

Основана в 1824 году Уильямом Лэрдом (англ. William Laird) как Birkenhead Iron Works. В 1828 году к Лэрду присоединился его сын Джон. Первым судном, построенным компанией, стала железная баржа. Джон Лэрд удачно подметил, что технология изготовления паровых котлов может быть использована и для производства корпусов кораблей. Вскоре совместная компания Лэрдов стала одним из выдающихся производителей железных судов и кораблей.
В 1903 году компания Лэрдов объединилась с компанией Johnson Cammell & Co. Последняя специализировалась на выпуске металлопродукции, в частности, колёсных пар и рельсов для британских железных дорог.
В период с 1828 по 1947 год со стапелей компании сошло свыше 1100 судов и кораблей.

### 1977—1993

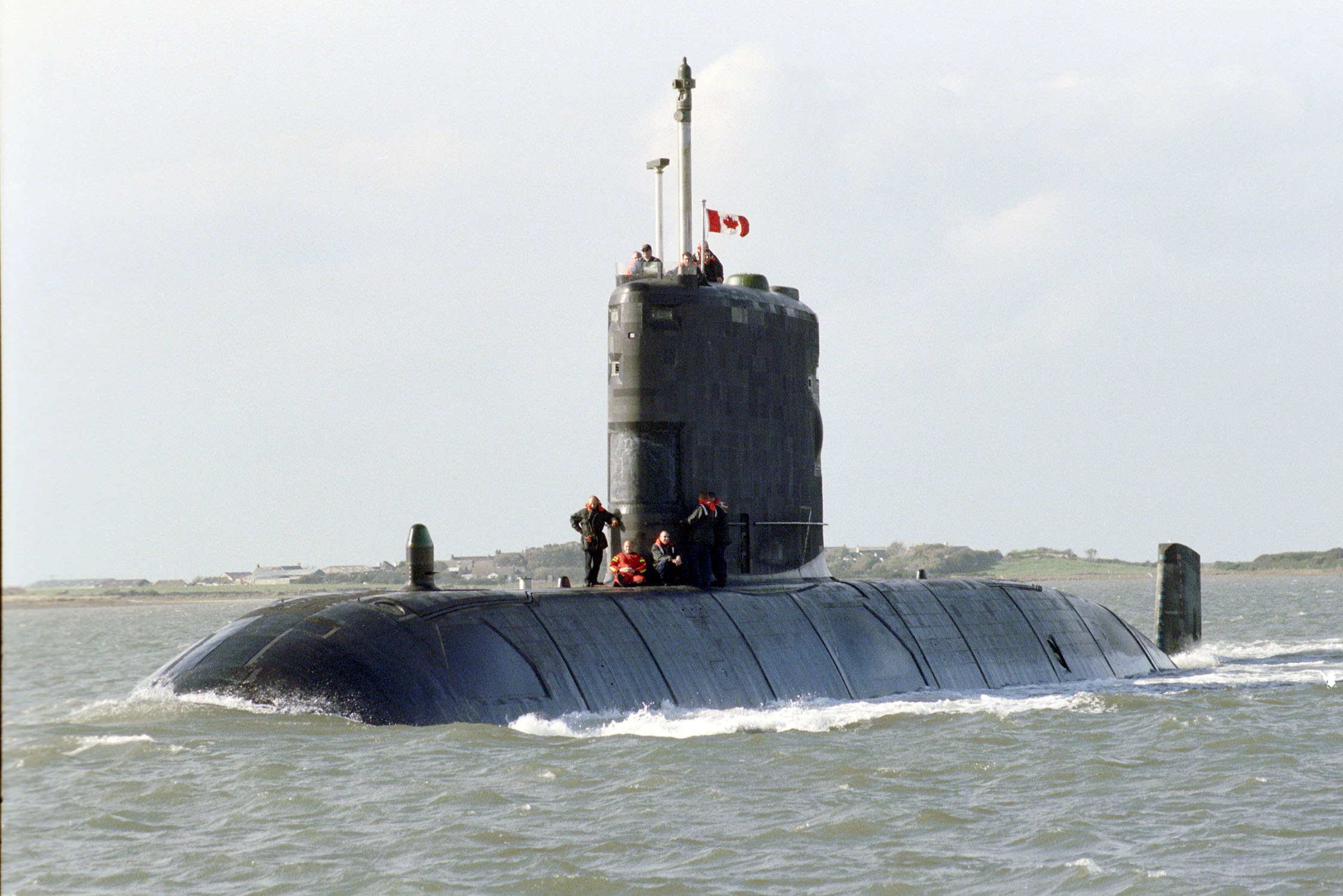
HMCS Windsor (SSK 877) — последний (на сегодняшний день) корабль, построенный на верфи Cammel Laird

В 1977 году, в числе 27 судостроительных компаний подлежащих национализации, компания вошла в состав British Shipbuilders. В 1984 году в ходе трудового конфликта работники оккупировали территорию судоверфи.
В 1986 году была приватизирована и, как одна из двух судостроительных компаний Англии, способных строить атомные подводные лодки, вошла в компанию Vickers Shipbuilding and Engineering Ltd (VSEL) — основанную на бывшей верфи компании Vickers-Armstrongs.
С 1987 по 1993 годы на верфи Cammel Laird были построены три подводные лодки типа «Апхолдер».
Последняя из них — HMS Unicorn (с 2004 года — Канадская HMCS Windsor, SSK 877) на сегодняшний день является последним кораблем построенным компанией Cammel Laird.
После окончания программы строительства подводных лодок типа «Апхолдер» компания VSEL объявила о закрытии верфи Cammel Laird.

### 1997—2012: возрождение компании

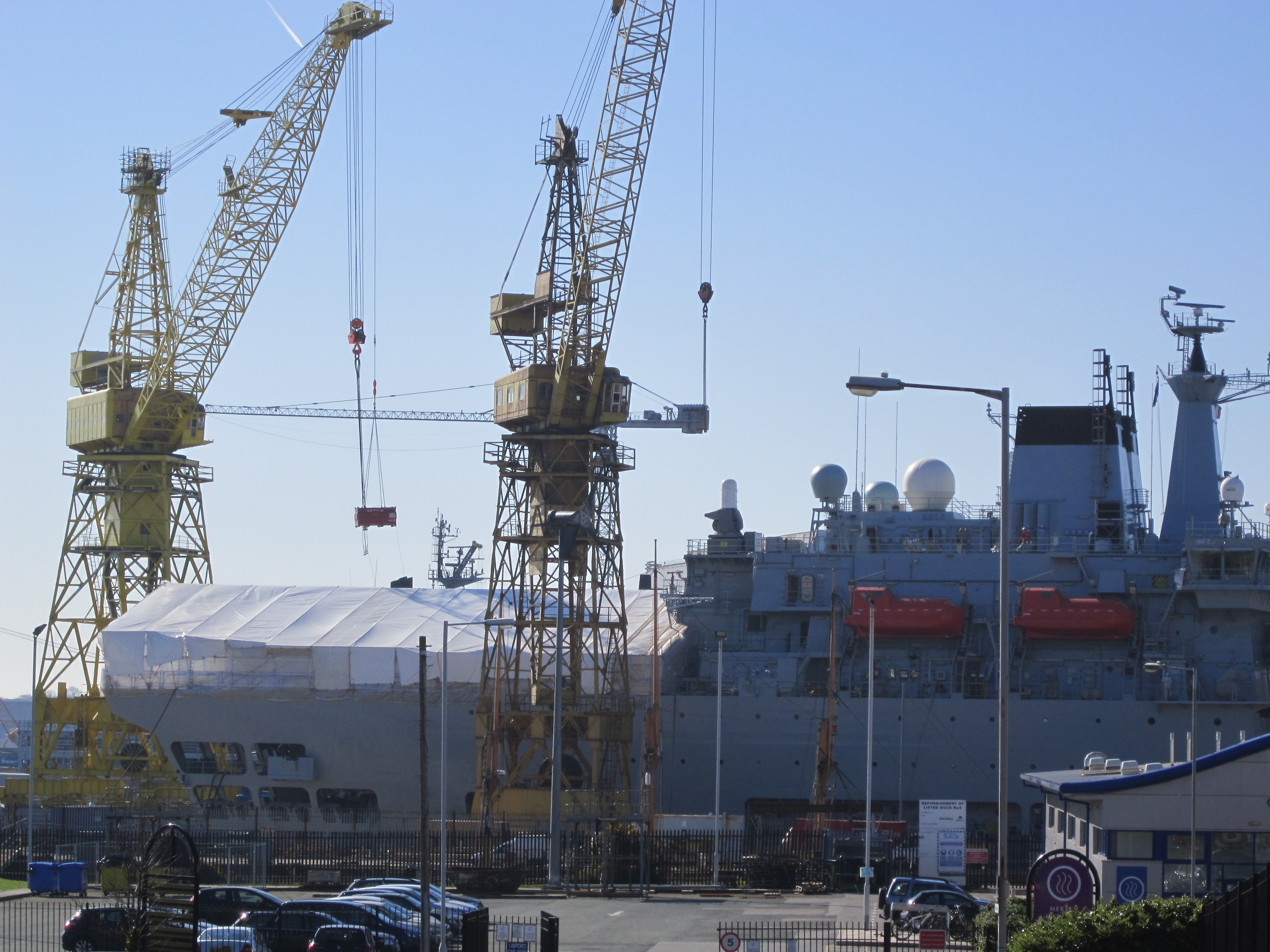
Судно на ремонте завода Cammell Laird, 2012 год

В 1997 году часть верфи была сдана в аренду компании Coastline Group для производства судоремонтных работ, при этом компания заявила о возрождении Cammell Laird, но, после возникновения финансовых затруднений, в 2001 году в компании было введено конкурсное производство и верфи были переданы компании A&P Group.
В 2007 году компания Northwestern Shiprepairers & Shipbuilders приобрела право на бренд Cammell Laird и 17 ноября 2008 года официально сменила название на Cammell Laird Shiprepairers & Shipbuilders Limited.
В феврале 2008 года было объявлено, что компания выиграла контракт Министерства обороны Великобритании на сумму 28 млн долланов на производство капитального ремонта вспомогательного судна RFA Fort Rosalie (A385).
В январе 2010 компания выиграла контракт на производство летной палубы авианосца HMS Queen Elizabeth.
В мае 2012 года было объявлено, что компания возвращается к строительству судов — двух автомобильных паромов для компании Western Ferries.

## Корабли и суда построенные компанией
- Список кораблей и судов, построенных компанией Cammell Laird